# Rhona Dwinger
Rhona Dwinger (* 28. Juni 1971) ist eine ehemalige südafrikanische Speerwerferin.

## Sportliche Laufbahn
Erste internationale Erfahrungen sammelte Rhona Dwinger im Jahr 1992, als sie bei den Afrikameisterschaften in Belle Vue Maurel mit einer Weite von 51,28 m die Bronzemedaille hinter der Kenianerin Seraphine Nyauma und ihrer Landsfrau Liezel Roux gewann. Im Jahr darauf gewann sie dann bei den Afrikameisterschaften in Durban mit 47,60 m die Silbermedaille hinter Roux und 1994 wurde sie beim Leichtathletik-Weltcup in London mit 49,02 m Achte. 1995 siegte sie dann bei den Afrikaspielen in Harare mit einem Wurf auf 55,98 m mit dem alten Wettkampfspeer und sicherte sich im Diskuswurf mit 49,84 m die Silbermedaille hinter der Tunesierin Monia Kari. In den folgenden Jahren bestritt Dwinger ausschließlich Wettkämpfe auf nationaler Ebene und beendete vermutlich 2001 ihre Karriere als Leichtathletin.
1998 und 2000 wurde Dwinger südafrikanische Meisterin im Speerwurf.